# Lucas Amorim (actor)
Lucas Amorim (São Paulo, 7 de octubre de 1998) es un actor brasileño de teatro y cine, que posee además la nacionalidad italiana. 

## Inicios
Nacido en São Paulo, Brasil de padre italiano y madre brasileña. Creció en Roma y Londres y posee doble nacionalidad con Brasil e Italia.

## Carrera
En Brasil, comenzó su carrera estudiando en la Escuela de Actuación Wolf Maya en 2019, interpretando posteriormente las obras O bem amado (2016) dirigida por Milton Cardoso, Adulterios (2019) y Jardim de inverno alias Revolucionary Road (2019-2022), esta última obra habiendo ganado varios premios y nominaciones en la escena teatral brasileña, como los Premios Bibi Ferreira, Apca y Cenyn, ambas dirigidas por Marco Antônio Pâmio, Bodas de Sangue (2019) dirigida por Kléber Montanheiro, Angel (2020) dirigida por el premiado director Eduardo Martini, Van Gogh (2021-2022) dirigida por Alan Moraes, Monalisas (2022) dirigida por Sebastião Apolônio, O Amor Venceu escrita por la premiada escritora Zíbia Gasparetto y dirigida por Lucienne Cunha.
Ha actuado en los cortometrajes Razões (2019) dirigido por André Garolli y el largometraje Cabaret (2020) dirigido por Hudson Glauber y más recientemente la película Vocacelli (2023) en la que actuó, produjo y escribió con el director de la película Dennys Tadeu.
Además, realizó estudios de teatro con directores como Fernando Leal, Bruce Ducat y Paulo Emilio Lisboa en Brasil y en Roma, Lacio tomó cursos en la academia Yd'Actors impartida por Yvonne D'Abbraccio (2020-2021) y Marble Academy for Drama (2021-2023) en Mánchester. Inglaterra.
Lucas habla portugués, inglés, italiano y español con fluidez.